# Igreja de San Bernardino degli Zoccolanti

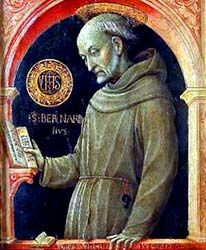
São Bernardino da Siena

A igreja de San Bernardino degli Osservanti é um local de culto católico em Crema. A igreja é também conhecida por San Bernardino degli Zoccolanti, auditório Bruno Manenti ou, mais raramente, São Bernardino in Città para a distinguir da do bairro homónimo.
A igreja é visível apenas de dois lados. A fachada é ampla, mas quase desprovida de decorações; finas pilastras dividem-no em cinco partes: na parte central, encontra-se o portal encimado por um arco simples; as partes laterais possuem aberturas de lanceta única dispostas em diferentes níveis. Na parte superior, um entablamento simples é interrompido por uma janela circular, acima da qual se encontra uma espécie de tímpano que cobre apenas as três partes laterais; a ligação com as partes mais exteriores da fachada ocorre através de volutas. A fachada é completamente rebocada e caiada.
O lado sul é rebocado, dividido por pilastras sobre as quais assentam os contrafortes de tijolo à vista que suportam as paredes da nave, mais alta que a cobertura das capelas laterais.
A torre sineira é também de tijolo visível, com finas pilastras de canto e cornijas salientes que a dividem em três corpos. Este último contém a câmara sineira com aberturas de janela mainelada e encimada por uma cornija adintelada. Estão ali instalados cinco sinos, dois dos quais são obra de Andrea Crespi de Crema e datam de 1804, os outros três foram restaurados em 2008, feitos por Emanuele Allanconi de Bolzone, para substituir os desaparecidos requisitados durante a Segunda Guerra Mundial. As tonalidades são: Dó4, Fá4 (os dois sinos Crespi), Sib3, Ré4, Mib4 (os três sinos Allanconi).